# Nina Agapowa
Nina Fiodorowna Agapowa (ros. Ни́на Фёдоровна Ага́пова, ur. 30 maja 1926 w Moskwie, zm. 19 listopada 2021 tamże) – radziecka i rosyjska aktorka.
W 1951 roku została absolwentką Wszechrosyjskiego Państwowego Instytutu Kinematografii im. S.A. Gierasimowa.
W 1987 roku została odznaczona tytułem Zasłużonej Artystki RFSRR.
Pochowana na Cmentarzu Kuncewskim w Moskwie.

## Wybrana filmografia
- 1997: Wszystko, o czym tak długo marzyliśmy
- 1987: Zapomniana melodia na flet jako sekretarka
- 1977: Wojny domowe jako fryzjerka Zinulia
- 1973: „33” zgłoś się! jako kierowca karetki
- 1971: Na rabunek
- 1971: Korona carów rosyjskich
- 1971: Dwanaście krzeseł
- 1964: Proszę o książkę zażaleń jako Zinaida